# Ceratophysella mocambicensis
Ceratophysella mocambicensis är en urinsektsart som beskrevs av Cardoso 1973. Ceratophysella mocambicensis ingår i släktet Ceratophysella och familjen Hypogastruridae. Inga underarter finns listade i Catalogue of Life.